# Patrick McNair
Patrick 'Paddy' James Coleman McNair (Ballyclare, 27 april 1995) is een Noord-Iers voetballer die doorgaans als middenvelder speelt. Hij verruilde Sunderland in augustus 2018 voor Middlesbrough. McNair debuteerde in 2015 in het Noord-Iers voetbalelftal.

## Clubcarrière
McNair werd in 2011 opgenomen in de jeugdopleiding van Manchester United. Op 27 september 2014 maakte hij zijn debuut in het eerste elftal. Hij mocht onder trainer Louis van Gaal in het basiselftal starten in een competitiewedstrijd tegen West Ham United (2–1 winst). In het seizoen 2014/15 speelde McNair zestien wedstrijden in de Premier League, waarvan twaalf in het basiselftal. Ook in de FA Cup 2014/15 kwam hij in actie. McNair startte het seizoen 2015/16 met Manchester United in de Verenigde Staten; in de oefenwedstrijd tegen Club América op 17 juli 2015 verving hij na rust Luke Shaw.

## Clubstatistieken
| Seizoen         | Club              | Competitie      | Competitie | Competitie | Beker | Beker | Internationaal | Internationaal | Overig | Overig | Totaal | Totaal |
| Seizoen         | Club              | Competitie      | Wed.       | Dlp.       | Wed.  | Dlp.  | Wed.           | Dlp.           | Wed.   | Dlp.   | Wed.   | Dlp.   |
| --------------- | ----------------- | --------------- | ---------- | ---------- | ----- | ----- | -------------- | -------------- | ------ | ------ | ------ | ------ |
| 2014/15         | Manchester United | Premier League  | 16         | 0          | 2     | 0     | 0              | 0              | 0      | 0      | 18     | 0      |
| 2015/16         | Manchester United | Premier League  | 8          | 0          | 0     | 0     | 1              | 0              | 0      | 0      | 9      | 0      |
| 2016/17         | Sunderland        | Premier League  | 9          | 0          | 3     | 2     | 0              | 0              | 0      | 0      | 12     | 2      |
| 2017/18         | Sunderland        | Championship    | 16         | 5          | 0     | 0     | 0              | 0              | 0      | 0      | 16     | 5      |
| 2018/19         | Middlesbrough     | Championship    | 11         | 0          | 7     | 0     | 0              | 0              | 0      | 0      | 18     | 0      |
| Carrière totaal | Carrière totaal   | Carrière totaal | 60         | 5          | 12    | 2     | 1              | 0              | 0      | 0      | 73     | 7      |

Bijgewerkt tot en met het seizoen 2018/19.

## Interlandcarrière
Op 5 maart 2014 debuteerde McNair voor Noord-Ierland –21 in een EK-kwalificatiewedstrijd tegen Italië –21 (3–0 verlies). In het kwalificatietoernooi kwam McNair ook in actie in het duel tegen Servië op 9 september 2014. Noord-Ierland wist zich niet voor het eindtoernooi te kwalificeren. In november 2014 werd McNair opgeroepen voor het Noord-Iers voetbalelftal voor de EK-kwalificatiewedstrijd tegen Roemenië als reserve voor Aaron Hughes, maar hij kwam niet in actie. Op 25 maart 2015 maakte McNair zijn debuut voor Noord-Ierland in een vriendschappelijke interland tegen Schotland (1–0 verlies). Hij speelde de volledige wedstrijd. Op 31 mei 2015 speelde hij mee in een oefenwedstrijd tegen het Qatarees voetbalelftal, die eindigde in een 1–1 gelijkspel. In oktober 2015 plaatste McNair zich met Noord-Ierland voor het Europees kampioenschap voetbal 2016 in Frankrijk. Hij werd in mei 2016 opgenomen in de selectie van Noord-Ierland voor het toernooi, de eerste deelname van het land aan een EK. Noord-Ierland werd in de achtste finale uitgeschakeld door Wales (0–1), dat won door een eigen doelpunt van de Noord-Ierse verdediger Gareth McAuley.